# Percy Spender
Percy Claude Spender (Sydney, 5 oktober 1897 - Sydney, 3 mei 1985) was een Australisch politicus, ambassadeur en rechter. Hij was lid van het Huis van Afgevaardigden en vervulde enkele ministersposten. Vervolgens werd hij ambassadeur in de Verenigde Staten en daarna rechter van het Internationale Gerechtshof.

## Levensloop
Spender studeerde aan de Universiteit van Sydney en werkte sinds 1915 voor de Australische overheid. In 1935 werd hij benoemd tot advocaat van de Kroon.
Na afloop van de landelijke verkiezingen van 1937 maakte Spender zijn debuut in de politiek en won hij als onafhankelijk kandidaat de zetel van het verkiezingsdistrict Warringah in het Huis van Afgevaardigden. Kort na de verkiezingen sloot hij zich aan bij de regerende United Australia Party. Na de ontbinding van de partij werd hij in 1944 lid van de Liberal Party of Australia. Zijn zetel behield hij tot hij in 1951 uit de landelijke politiek stapte.
Tijdens de Tweede Wereldoorlog bekleedde hij meerdere ministersposten in de regering van Robert Menzies. Van april tot november 1939 was hij minister zonder portefeuille en stond hij de Minister van Financiën bij. Van januari tot maart 1940 was hij vicepresident van het Hooggerechtshof. Tot oktober 1940 was hij zelf Minister van Financiën en daarna Minister van Defensie tot de regering van Arthur Fadden in oktober 1941 viel. Daarnaast voerde hij nog werkzaamheden uit in het Economische Kabinet (1939-1940), het Oorlogskabinet (1939-1941) en de Krijgsraad (1940-1945).
Na de terugkeer van Menzies als premier in 1949, werd Spender in december van dat jaar benoemd tot Minister van Buitenlandse Zaken. Deze functie oefende hij uit tot april 1951. Tijdens zijn ambtstermijn leidde hij de Australische delegatie tijdens de conferentie van het Gemenebest in Colombo op Sri Lanka. Spender had een groot aandeel in de totstandkoming van het Colombo-plan, dat aanvankelijk naar hem als Spender Plan zou worden genoemd. Verder leverde hij een doorslaggevende bijdrage aan het ANZUS-verdrag. Aan de vijfde Algemene Vergadering van de Verenigde Naties nam hij deel als vicevoorzitter.
Na zijn afscheid in de politiek, werd hij ambassadeur voor zijn land in de Verenigde Staten, tot hij in 1958 werd gekozen als rechter van het Internationale Gerechtshof in Den Haag. De laatste drie jaren, van 1964 tot 1967, was hij president van het Gerechtshof.
Spender ontving verschillende internationale onderscheidingen, waaronder een opname in de Italiaanse Orde van Verdienste. Verder werden hem tien eredoctoraten toegekend. Door zijn twist met premier Menzies ging de toetreding tot het Judicial Committee of the Privy Council aan hem voorbij.
- Australian Dictionary of Biography: spender-sir-percy-claude-15475
- Bibliothèque nationale de France: cb162624303 (data)
- Gemeinsame Normdatei: 141477350
- International Standard Name Identifier: 0000 0001 1488 823X
- Library of Congress Control Number: n50036732
- National Archives and Records Administration: 77828360
- Nationale Bibliotheek van Israël: 987007272213905171
- Nederlandse Thesaurus van Auteursnamen: 168449552
- SNAC: w6jq1cqc
- Trove: 981312
- Virtual International Authority File: 23385447
- WorldCat: E39PBJr3wJT9KfGhjkckHpYHG3